# Столкновение в аэропорту Дели
Столкновение в аэропорту Дели — авиационная катастрофа, произошедшая во вторник 8 марта 1994 года в аэропорту имени Индиры Ганди (Дели, Индия). Авиалайнер Ил-86 авиакомпании «Аэрофлот» готовился к вылету из Дели (рейс SU558 Сингапур—Дели—Ташкент—Москва), но во время подготовки к вылету на него рухнул авиалайнер Boeing 737-2R4C авиакомпании Sahara India Airlines, выполнявший тренировочный полёт. От взрыва и пожара оба самолёта разрушились. Погибли 8 человек — все 4 человека на Boeing 737 и 4 человека на Ил-86 (1 умер в больнице), выжили 2 человека (на Ил-86).

## Сведения о самолётах

### Ил-86
Ил-86 (регистрационный номер RA-86119, заводской 51483209087) был выпущен Воронежским акционерным самолётостроительным обществом (ВАСО) в сентябре 1991 года. 4 октября того же года был передан МГА СССР (ЦУМВС, Шереметьевский ОАО). Оснащён четырьмя двухконтурными турбореактивными двигателями НК-86 производства Куйбышевского моторного завода.

### Boeing 737
Boeing 737-2R4C (регистрационный номер VT-SIA, заводской 21763, серийный 571) был выпущен в 1979 году (первый полёт совершил 25 апреля под тестовым б/н N1269E). Оснащён двумя турбовентиляторными двигателями Pratt & Whitney JT8D-17. Эксплуатировался авиакомпаниями:
- Busy Bee — с 12 декабря 1979 года по 20 февраля 1991 года,
- Wien Air Alaska — с 20 февраля по 13 мая 1991 года (в обеих летал под постоянным б/н LN-NPB),
- Aloha Airlines — с 13 мая 1991 года по 1 октября 1993 года (борт N801WA).

1 октября 1993 года был куплен авиакомпанией Sahara India Airlines, в которой сменил два бортовых номера: N401MG и VT-SIA.

## Хронология событий
7 марта 1994 года в 20:40 IST в аэропорт имени Индиры Ганди (Дели) прибыл Ил-86 борт RA-86119. В ходе предполётного обслуживания перед вылетом в Ташкент была обнаружена неисправность масляной системы двигателя №3 (правый внутренний). Рейс был задержан, на самолёте были выполнены работы по устранению неисправности.
8 марта рейс SU558 был отбуксирован на стоянку для проведения гонки двигателя №3 по полной программе. В 11:00, после выполнения работ, исправный самолёт был отбуксирован к гейту аэропорта имени Индиры Ганди для приёма на борт пассажиров и членов экипажа и продолжения рейса по маршруту Дели—Ташкент—Москва. По согласованию с авиадиспетчерами Дели вылет рейса 558 планировался на 16:00. Экипаж и пассажиры находились в гостинице. Для оформления технической документации на борту Ил-86 находились 6 человек — 2 инженера ЦУМВС, помощник представителя «Аэрофлота» и 3 индийских авиатехника.
В это же самое время около аэропорта Дели выполнял тренировочный полёт Boeing 737-2R4C борт VT-SIA, на его борту находились 4 человека — пилот-инструктор и 3 обучаемых пилота авиакомпании Sahara India Airlines.
После пяти заходов с уходом на второй круг выполнялся шестой взлёт с ВПП №28 с имитацией отказа двигателя. Но один из обучаемых пилотов, несмотря на ясные указания инструктора относительно использования руля направления, ошибочно отклонил его в сторону, противоположную необходимой. Самолёт с высоты около 100 метров вошёл в левый разворот в сторону аэропорта имени Индиры Ганди с нарастающим креном. На высоте 30 метров крен и угол траектории снижения увеличились до 60-70° и в 14:54 IST борт VT-SIA врезался в бетонированное покрытие перрона аэропорта Дели в непосредственной близости от рейса SU558 и полностью разрушился.
От разлетевшихся горящих обломков Boeing 737 Ил-86 частично разрушился и загорелся. В итоге пожар почти полностью уничтожил лайнер и багаж пассажиров. Погибли все 4 пилота на борту Boeing 737 и 3 человека на Ил-86 — оба инженера ЦУМВС и 1 индийский авиатехник (впоследствии в госпитале от полученных ожогов скончался помощник представителя «Аэрофлота»). Остальные 2 индийских авиатехника получили ожоги, но выжили.